# Richard McCallum
Richard McCallum, né le 24 avril 1984, est un footballeur international jamaïcain.

## Carrière
McCallum commence à jouer au Wadadah FC en 2002 avant de partir durant une saison au Invaders United, jouant en seconde division. En 2004, il signe avec le Waterhouse FC, remportant un championnat en 2006 et une coupe nationale en 2008.
Il est sélectionné pour la première fois en équipe nationale en 2006 et remporte la Coupe caribéenne des nations 2010 avec son pays.

## Palmarès
- Champion de Jamaïque en 2006 avec Waterhouse
- Vainqueur de la Coupe de Jamaïque en 2008 avec Waterhouse
- Vainqueur de la Coupe caribéenne des nations 2010 avec la Jamaïque